# متنزه لاغ بادانا الوطني
متنزه لاغ بادانا الوطني هو منتزه وطني يقع على الساحل الجنوبي الأقصى في الصومال بالقرب من الحدود الصومالية مع كينيا.

## التاريخ
كان متنزه لاغ بادانا الوطني هو أول منتزه وطني يُنشأ في الصومال. وخلال النصف الثاني من ثمانينيات القرن العشرين، سعت وزارة السياحة الصومالية في عهد الرئيس الصومالي السابق محمد سياد بري إلى تركيز قطاع السياحة في محيط المنتزه، مع تصور الشعاب المرجانية القريبة والجزر البحرية كجزء من التطوير. وبحلول عام ١٩٨٩، كانت الحكومة الصومالية قد وُضعت تشريعات جديدة تُنظم إنشاء المنتزهات الوطنية ومحميات الصيد والمحميات الخاصة. كان متنزه لاغ بادانا الوطني في ذلك الوقت تحت إشراف الوكالة الوطنية للمراعي التابعة لوزارة الثروة الحيوانية والغابات والمراعي التي أنشئت بموجب مرسوم رئاسي في الصومال، والتي اضطلعت بمسؤولية الحفاظ على موارد الحياة البرية في الصومال، كما شغّلت إدارة الحياة البرية التابعة لها وحدة مستقلة لإنفاذ القانون. ولكن بعد اندلاع الحرب الأهلية في الصومال عام ١٩٩١، توقف تطوير المنتزه الوطني. وفي أغسطس (آب) 2014، أعلن الرئيس الصومالي حسن شيخ محمود عن عدد من مشاريع التنمية الجديدة الموجهة للشباب الصومالي، والتي كان من بينها مبادرة لتكليف مديرين شباب بقيادة متنزه لاغ بادانا الوطني، وذلك لتعزيز الحفاظ على البيئة وفرص السياحة المحتملة.

## الوصف
يحتوي متنزه لاغ بادانا الوطني ما يزيد عن 200 نوع من النباتات الوعائية، والتي تستوطنها حيوانات نادرة مثل حيوان الكودو الحبشي. ومن بين هذه النباتات، هناك حوالي 20 نوعًا متوطنًا. تُعتبر منطقة متنزه لاغ بادانا الوطني منذ عام 2005، منطقة محمية ووحدةً لحفظ الأسود، والتي صنّفتها جمعية الطيور العالمية كمنطقة مهمة للطيور.